# Escola d'Alts Estudis Mercantils
L'Escola d'Alts Estudis Mercantils és un edifici situat a l'Avinguda Diagonal  de Barcelona (Zona Universitària), catalogat com a bé cultural d'interès local.

## Descripció
Es tracta d'un edifici aïllat en una zona parcialment enjardinada i format per tres mòduls, de volums diferents. La façana està caracteritzada per les línies rectes. La horitzontalitat és el tret més remarcable d'aquest edifici, junt amb l'ús majoritari de formigó vist i sobretot grans trams envidrats i claraboies disposades de manera regular. A l'interior s'hi disposen aularis, despatxos, aula magna, biblioteca, cafeteria i capella.
És un clar exemple de l'herència de principis constructius del moviment modern, amb l'estructuració de la planta baixa es basa en porxos ventilats i recolzats sobre petits pilars; l'existència d'una rampa d'accés, o la mancança de color que no basteix el formigó nu. També cal destacar la divisió de les vidrieres externes en formes geomètriques (quadrats i rectangles), trets que remeten a projectes de Le Corbussier però també al neoplasticisme del grup De Stijl.

## Història
Va ser projectat pels arquitectes Rafael García de Castro i Javier Carvajal Ferrer i construït entre 1955 i 1959.
El 29 de juliol de 2008 es va crear la Facultat d'Economia i Empresa, per la fusió de la Facultat de Ciències Econòmiques i Empresarials i de l'Escola Universitària d'Estudis Empresarials de la Universitat de Barcelona.